# Galib Dzhafarov
Galib Musauly Dzhafarov (en kazajo: Галиб Мұсаұлы Жафаров; Temir, URSS, 9 de mayo de 1978) es un deportista kazajo que compitió en boxeo.
Ganó dos medallas en el Campeonato Mundial de Boxeo Aficionado, oro en 2003 y plata en 2001.
Participó en dos Juegos Olímpicos de Verano, en los años 2004 y 2008, ocupando el quinto lugar en Atenas 2004, en el peso pluma.

## Palmarés internacional
| Campeonato Mundial | Campeonato Mundial    | Campeonato Mundial | Campeonato Mundial |
| Año                | Lugar                 | Medalla            | Categoría          |
| ------------------ | --------------------- | ------------------ | ------------------ |
| 2001               | Belfast (Reino Unido) | Medalla de plata   | 57 kg              |
| 2003               | Bangkok (Tailandia)   | Medalla de oro     | 57 kg              |